# 오강남
오강남은 캐나다 리자이나 대학교 명예교수로 여러 권의 책을 집필한 종교학자이다.

## 학력
- 서울대학교 종교학과 및 동 대학원 졸업
- 캐나다 맥마스터 대학교 종교학 박사 학위
- 북미한인종교학회 회장 역임
- 미국종교학회 한국종교분과 공동의장 역임
- 캐나다 리자이나 대학교 비교종교학 명예교수

## 저서[1]
- 예수는 없다.
- 종교다원주의와 세계종교
- 또 다른 예수